# Feedback (album)
Pour les articles homonymes, voir Feedback.
Albums de Rush
Rush in Rio
(2003) Snakes & Arrows
(2007)
Feedback est un E.P. (Extended Play) du groupe rock canadien Rush. Il s'agit d'un disque de reprises qui représentent les grandes influences primaires de Rush, et par la même occasion un hommage envers les groupes ayant marqué le trio canadien.

## Historique
Le E.P. comprend huit reprises de chansons qui ont eu une influence sur les membres du groupe dans les années 1960. La sortie a marqué le 30e anniversaire de la sortie du premier album de Rush, bien que la programmation actuelle de Geddy Lee, Alex Lifeson et Neil Peart ait été établie juste après la sortie du premier album. La tournée à l'appui de l'album Feedback s'appelait la R30: 30th Anniversary Tour. Leur reprise de "Summertime Blues" a également été utilisée comme chanson thème officielle pour l'événement Summerslam PPV de la WWE en 2004. L'album a été remasterisé et réédité en 2013 dans le cadre du coffret The Studio Albums 1989-2007.

## Liste des titres
| 1.    | Summertime Blues    | Eddie Cochran Jerry Capehart                | Eddie Cochran       | 3:43 |
| 2.    | Heart Full of Soul  | Graham Gouldman                             | The Yardbirds       | 2:52 |
| 3.    | For What It's Worth | Stephen Stills                              | Buffalo Springfield | 3:30 |
| 4.    | The Seeker          | Pete Townshend                              | The Who             | 3:27 |
| 5.    | Mr. Soul            | Neil Young                                  | Buffalo Springfield | 3:51 |
| 6.    | 7 and 7 Is          | Arthur Lee                                  | Love                | 2:53 |
| 7.    | Shapes of Things    | Paul Samwell-Smith, Keith Relf, Jim McCarty | The Yardbirds       | 3:16 |
| 8.    | Crossroads          | Robert Johnson                              | Robert Johnson      | 3:27 |
| 27:08 |                     |                                             |                     |      |

## Musiciens
- Geddy Lee : basse, chant
- Alex Lifeson : guitares
- Neil Peart : batterie